# Phytometra rosinans
Phytometra rosinans is een vlinder uit de familie van de spinneruilen (Erebidae). De wetenschappelijke naam van deze soort is voor het eerst voorgesteld als Eublemma rosinans door Daniel Lucas in een publicatie uit 1938.

## Verspreiding
De soort komt voor in Marokko, Algerije, Tunesië, Israël, Jordanië, Irak, Iran, Afghanistan, Pakistan, Saudi-Arabië, de Verenigde Arabische Emiraten, Oman, Jemen, Eritrea en Ethiopië.

## Ondersoorten
- Phytometra rosinans rosinans (Lucas D., 1938)
  - = Phytometra rosinans accentuata (Berio, 1950)
- Phytometra rosinans socotrana Hacker & Saldaitis, 2019 (Socotra)